# 海陽承宣
海陽承宣（越南语：／），是後黎朝十三承宣之一，初設於黎聖宗光順七年（1466年）時名南策承宣，光順十年（1469年）更名海陽承宣，東北接安邦承宣，西、北面連京北承宣，南壤山南承宣，東濱南海。

## 建制沿革
黎太祖順天年間劃屬東道。後在黎仁宗延寧年間，改爲南策上下二路。
黎聖宗光順七年（1466年）劃定十二承宣，初置南策承宣，光順十年（1469年）改定承宣時更名爲海陽承宣。洪德二十一年（1490年），改題為處，海陽承宣為海陽處。黎襄翼帝洪順年間，改爲鎭。
至莫朝時以宜陽爲陽京，並劃京北鎮之順安、山南之快州、新興、建昌、太平等府隸之。黎世宗光興年間，復將莫朝改劃諸府劃回原鎮。黎顯宗景興二年（1741年），分爲上洪、下洪、東潮、安老四道。西山朝時以荊門府改隸安廣鎮。
阮世祖嘉隆元年（1802年），復以荊門府劃入海陽鎮，屬北城總鎮轄。阮聖祖明命三年（1822年），改上洪府爲平江府、下洪爲寧江府，東潮、安老爲二縣，明命十二年（1831年），阮廷廢北城諸鎮為省，撤改爲海陽省。

## 行政區劃
海陽承宣領四府十八縣。
- 上洪府領唐豪縣、唐安縣、錦江縣三縣
- 下洪府領长津縣、四岐縣、清沔縣、永賴縣四縣
- 南策府領清河縣、青林縣、新明縣、至靈縣四縣
- 荊門府領峽山縣、東潮縣、安老县、宜陽縣、金城县、水棠縣、安陽縣七縣。